# Schmuckbülbül
|  | Dieser Artikel wurde aufgrund von formalen oder inhaltlichen Mängeln in der Qualitätssicherung Biologie zur Verbesserung eingetragen. Dies geschieht, um die Qualität der Biologie-Artikel auf ein akzeptables Niveau zu bringen. Bitte hilf mit, diesen Artikel zu verbessern! Artikel, die nicht signifikant verbessert werden, können gegebenenfalls gelöscht werden. Lies dazu auch die näheren Informationen in den Mindestanforderungen an Biologie-Artikel. |

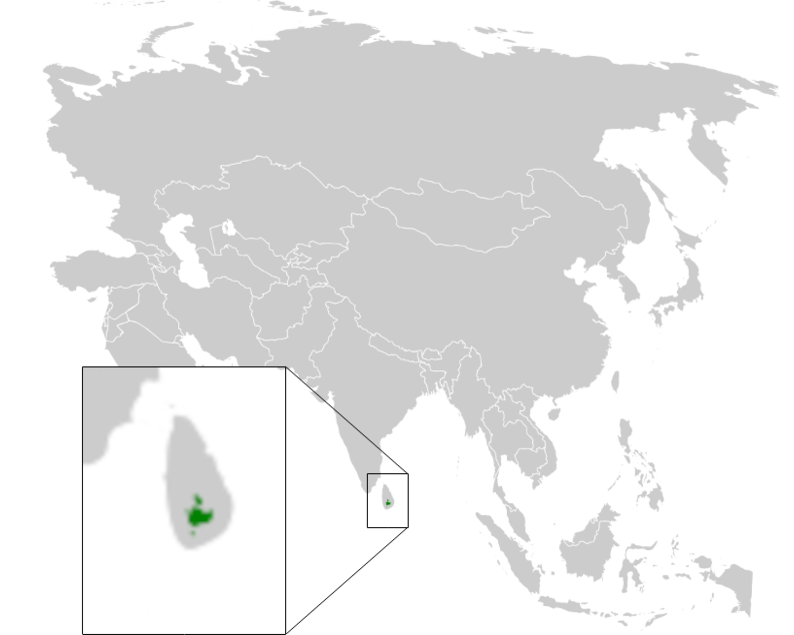
Verbreitung des Schmuckbülbüls

Der Schmuckbülbül (Pycnonotus penicillatus) ist ein im Hochland von Sri Lanka heimischer Singvogel. Der Vogel lebt im Dschungel und in bewaldetem Farmland.
Der 20 cm lange Schmuckbülbül hat einen langen Schwanz. Das Gefieder ist oberseits olivgrün und unterseits gelblich. Am Kopf hat er einen grauen Schopf. Am Ohr und unter dem Auge hat er gelbe Flecken, vor dem Auge und auf der Kehle weiße.
Beide Geschlechter sehen sich ähnlich, die Jungen sind weniger farbenprächtig. Der Flug ist spechtartig. Er ernährt sich von Früchten und Insekten.
Das Nest wird in einen Busch gebaut, das Gelege besteht aus zwei Eiern.
Der Gesang besteht aus harten Trillern und hohen, peitschenden „whit“-Tönen.
Die Art wird aufgrund des kleinen Verbreitungsgebiets von nur 6900 km² und den sinkenden Populationszahlen in der Roten Liste der IUCN als potenziell gefährdet (Near Threatened) eingestuft.